# أولينا بورياك
أولينا بورياك (بالأوكرانية: Олена Святославівна Буряк)‏ هي مجدفة أوكرانية، ولدت في 8 فبراير 1988 في ميكولايف في أوكرانيا.

## وصلات خارجية
- أولينا بورياك على موقع الاتحاد الدولي للتجديف (الإنجليزية)
- أولينا بورياك على موقع اللجنة الأولمبية الدولية (الإنجليزية)
- أولينا بورياك على موقع أوليمبيديا (الإنجليزية)